# Knechtstedener Wald mit Chorbusch
Knechtstedener Wald mit Chorbusch este o arie protejată (arie specială de conservare — SAC, sit de importanță comunitară — SCI) din Germania întinsă pe o suprafață de 1.177,64 ha, integral pe uscat.

## Localizare
Centrul sitului Knechtstedener Wald mit Chorbusch este situat la coordonatele 51°05′06″N 6°44′56″E / 51.085°N 6.7489°E.

## Înființare
Situl Knechtstedener Wald mit Chorbusch a fost declarat sit de importanță comunitară în martie 2001 pentru a proteja un număr necunoscut de specii din flora spontană și fauna sălbatică aflate în arealul zonei. Situl a fost protejat și ca arie specială de conservare în mai 2016.

## Biodiversitate
Situată în ecoregiunea atlantică, aria protejată conține 3 habitate naturale: Păduri de fag Luzulo-Fagetum, Păduri de fag Asperulo-Fagetum, Păduri de stejar sau de stejar și carpen sub-atlantice și medio-europene de Carpinion betuli.
La baza desemnării sitului se află un număr nedeclarat de specii protejate.
Pe lângă speciile protejate, pe teritoriul sitului au mai fost identificate 1 specie de plante.